# Lumpen, Uppland
Lumpen är en sjö i Uppsala kommun i Uppland och ingår i Norrströms huvudavrinningsområde. Sjön är 1,9 meter djup, har en yta på 0,24 kvadratkilometer och befinner sig 56 meter över havet. Sjön avvattnas av vattendraget Bydelsbäcken. Vid provfiske har abborre, braxen, gers och mört fångats i sjön.

## Delavrinningsområde
Lumpen ingår i det delavrinningsområde (665030-158348) som SMHI kallar för Mynnar i Jumkilsån. Medelhöjden är 59 meter över havet och ytan är 14,31 kvadratkilometer. Det finns inga avrinningsområden uppströms utan avrinningsområdet är högsta punkten. Bydelsbäcken som avvattnar avrinningsområdet har biflödesordning 4, vilket innebär att vattnet flödar genom totalt 4 vattendrag innan det når havet efter 113 kilometer. Avrinningsområdet består mestadels av skog (93 procent). Avrinningsområdet har 0,32 kvadratkilometer vattenytor vilket ger det en sjöprocent på 2,2 procent.